# Cantonul Catus
Cantonul Catus este un canton din arondismentul Cahors, departamentul Lot, regiunea Midi-Pyrénées, Franța.

## Comune
- Boissières
- Calamane
- Catus (reședință)
- Crayssac
- Francoulès
- Gigouzac
- Les Junies
- Labastide-du-Vert
- Lherm
- Maxou
- Mechmont
- Montgesty
- Nuzéjouls
- Pontcirq
- Saint-Denis-Catus
- Saint-Médard
- Saint-Pierre-Lafeuille